# Brøns (plaats)
Brøns (Duits:Bröns) is een plaats in de Deense regio Zuid-Denemarken, gemeente Tønder, en telt 427 inwoners (2007).